# Aurélien Delsaux
Pour les articles homonymes, voir Delsaux.
 (mai 2024).
La mise en forme du texte ne suit pas les recommandations de Wikipédia : il faut le « wikifier ».
Les points d'amélioration suivants sont les cas les plus fréquents :
- Les titres sont pré-formatés par le logiciel. Ils ne sont ni en capitales, ni en gras.
- Le texte ne doit pas être écrit en capitales (les noms de famille non plus), ni en gras, ni en italique, ni en « petit »…
- Le gras n'est utilisé que pour surligner le titre de l'article dans l'introduction, une seule fois.
- L'italique est rarement utilisé : mots en langue étrangère, titres d'œuvres, noms de bateaux, etc.
- Les citations ne sont pas en italique mais en corps de texte normal. Elles sont entourées par des guillemets français : « et ».
- Les listes à puces sont à éviter, des paragraphes rédigés étant largement préférés. Les tableaux sont à réserver à la présentation de données structurées (résultats, etc.).
- Les appels de note de bas de page (petits chiffres en exposant, introduits par l'outil «  Source ») sont à placer entre la fin de phrase et le point final[comme ça].
- Les liens internes (vers d'autres articles de Wikipédia) sont à choisir avec parcimonie. Créez des liens vers des articles approfondissant le sujet. Les termes génériques sans rapport avec le sujet sont à éviter, ainsi que les répétitions de liens vers un même terme.
- Les liens externes sont à placer uniquement dans une section « Liens externes », à la fin de l'article. Ces liens sont à choisir avec parcimonie suivant les règles définies. Si un lien sert de source à l'article, son insertion dans le texte est à faire par les notes de bas de page.
- La présentation des références doit suivre les conventions bibliographiques. Il est recommandé d'utiliser les modèles {{Ouvrage}}, {{Chapitre}}, {{Article}}, {{Lien web}} et/ou {{Bibliographie}}. Le mode d'édition visuel peut mettre en forme automatiquement les références.
- Insérer une infobox (cadre d'informations à droite) n'est pas obligatoire pour parachever la mise en page.

Pour une aide détaillée, merci de consulter Aide:Wikification.
Si vous pensez que ces points ont été résolus, vous pouvez retirer ce bandeau et améliorer la mise en forme d'un autre article.
Œuvres principales
- Madame Diogène (2014)
- Sangliers (2017)
- Pour Luky (2020)
- Requiem pour la classe moyenne (2023)

Aurélien Delsaux est un écrivain, metteur en scène et comédien français né en 1981 à Lyon. Marié, père de trois enfants, il a grandi et vit en Isère.

## Biographie
Aurélien Delsaux grandit au hameau du Bresson, dans le village de Saint-Jean de Soudain, près de La Tour-du-Pin, capitale des Terres Froides, sous-préfecture du département de l'Isère.
Au lycée, il est interne à Grenoble au lycée Champollion, où il commence l'étude du russe. Il y entre en classe d'hypokhâgne avant d'intégrer la khâgne du Lycée Louis-le-Grand à Paris. Il poursuit ses études de lettres à la Sorbonne. Sa maîtrise de lettres modernes est intitulée Écrire contre son camp: l'écriture du sel chez Bernanos et Camus.
En 2004, il se marie avec Jeanne Guillon. Il est professeur de lettres modernes, en collèges et lycées, en Haute-Savoie, en Ardèche, en Isère jusqu'en 2016, année où il démissionne de l'Éducation Nationale pour se consacrer uniquement à l'écriture et au théâtre.

## Écriture
Delsaux dit écrire depuis toujours toutes formes de textes: poèmes, nouvelles, pièces de théâtre. Son premier texte est publié en 2005 (une «performance artistique»), il a 24 ans.

### Parcours littéraire
À partir de l'âge de 20 ans, il écrit divers romans. Le premier, Madame Diogène, est publié en 2014 aux éditions Albin-Michel, qui publieront également son deuxième roman, Sangliers (2017). Les suivants (Pour Luky, 2020 ; Requiem pour la classe moyenne, 2023) seront publiés aux Éditions Noir sur Blanc.
En novembre 2018, il co-signe avec Denis Michelis et Sophie Divry une tribune dans le journal le Monde intitulée «Pour dire notre époque monstrueuse, il faut des romans monstrueux», critique de la place prise dans la littérature française contemporaine par l'autofiction et les «romans en costumes», et défense de la fiction. La tribune est co-signée par 13 autrices et auteurs, en majorité de la même génération (Pierre Barrault, Fabien Clouette, Olivier Demangel, Thomas Flahaut, Quentin Leclerc, Marion Messina, Ariane Monnier, Mariette Navarro, Pia Petersen, Emmanuel Régniez, Benoît Reiss, Stéphane Vanderhaeghe, Antoine Wauters).
En 2020, il co-fonde avec Sophie Divry le blog littéraire les Monstres. C'est avec elle aussi qu'il publie en décembre 2020 sur le site de L'Obs une violente tribune intitulée « Les jurés du prix Renaudot doivent démissionner », à la suite de l'immobilisme de ce jury, près d'un an après la publication par Vanessa Springora de son livre Le Consentement.
En octobre 2021, il rejoint l'agence littéraire internationale le Monte-Charge culturel, fondé par son ex-éditrice chez Noir sur Blanc, Brigitte Bouchard.

### Ouvrages
Son premier roman, Madame Diogène, raconte une journée dans la vie d'une vieille femme atteinte par le syndrome de Diogène. Son appartement correspond à celui décrit dans le roman Les Choses de Perec (Delsaux en reprend des citations cachées) mais tout y est renversé, détruit, sali, rempli de détritus et d'insectes.
Le second, Sangliers, narre en 500 pages cinq ans de la vie d'un hameau fictif, Les Feuges, dans un village fictif du centre de l'Isère, Lagnin (inspiré de celui-là même où vit l'auteur). Y est décrite la campagne contemporaine de la France périphérique, notamment la montée du fascisme. La description du monde rural qui y est faite est analysée sur plusieurs pages par Jean-Yves Laurichesse dans son ouvrage Lignes de terre : écrire le monde rural aujourd'hui (Classiques Garnier, 2020). Le roman obtient le prix Révélations de la Société des Gens de lettres.
Pour Luky, son troisième roman, se déroule dans le même paysage littéraire que Sangliers et on y retrouve le personnage d'Arnaud Lesélieux. On y suit l'année de seconde de Luky, Abdoul, Diego, trois adolescents qui s'ennuient dans leur petit cité HLM de campagne. À propos de ce roman, le romancier Nicolas Mathieu écrit: 
«Les vies sous-jacentes, celles qui passent sous les radars, les mineures, les nouvelles, le roman doit les dire, c'est sa raison d'être. Voilà ce que fait Delsaux, vite, fort, il invente une langue qui est comme un couteau papillon, qui se plie et se replie sans cesse, virevolte et blesse pour finir.»
Le roman figurera parmi les cinq finalistes du prix Eugène-Dabit du roman populiste.
Requiem pour la classe moyenne, dernier roman publié à ce jour, raconte à la première personne du singulier, la chute d'Étienne Baron, un homme de 45 ans qui, selon ses critères matérialistes et bourgeois, a réussi sa vie. Lors d'un retour de vacances au volant de sa confortable voiture, avec sa femme à son côté et ses enfants à l'arrière, ce transfuge de classe apprend la mort de son chanteur préféré, Jean-Jacques Goldman (qui est bel et bien toujours vivant, ce qui place d'emblée le roman dans la pure fiction). À partir de ce deuil, l'auteur dit s'être livré à «un jeu de massacre.»

## Théâtre
Adolescent, il écrit divers sketchs et spectacles qu'il interprète pour des amis. Il fonde sa première compagnie d'amateurs à 18 ans. En 2006, il fonde avec son épouse la compagnie L'Arbre. En 2011-2012 la compagnie se professionnalise.
Avec l'Arbre, Delsaux mène des ateliers, crée maintes mises en scène et joue, aussi bien des classiques que de temps à autre ses propres textes. Enracinée dans la campagne iséroise, la compagnie met en avant à partir de 2021 son «théâtre avec 16 bâtons» pour faire de tout lieu un théâtre et de toutes et tous un public.

### Mises en scène d'autres auteurs, adaptations, montages
- L'Amour médecin, de Molière, 2023
- Quatre Longs Poèmes, stand-up poétique (à partir du "Voyage" de Baudelaire, du "Bateau ivre" de Rimbaud, de "Booz endormi" de Hugo, du "Cimetière marin" de Valéry), 2022
- Nathan le Sage, d’après Lessing, 2019[15]
- La Fermeture, paroles recueillies dans un bidonville de Fontaine et auprès de l’association Roms Action Grenoble, 2017
- Un ennemi public, d’après Un Ennemi du Peuple, Ibsen, 2017
- Notre songe, d’après Le Songe, Strindberg, 2016
- Les Acteurs de bonne foi, de Marivaux, 2015
- Confessions pour nous autres chrétiens, d’après Mounier, 2013
- Cabinet de doléances, d’ap. la Bible, La Boétie, Hugo, Marx, Bernanos, le peuple français, 2012
- Le Cid, de Pierre Corneille, 2011
- Que ferons-nous du printemps ?, hommage aux poètes méditerranéens, 2011
- Les Justes, de Camus, 2010
- Gourmandises !, d’après Pline le Jeune, Rabelais, Molière, Proust, Ponge, 2009
- Le Voyage des oiseaux, d’après la Conférence des oiseaux, Attar, 2009
- Baudelaire Blasphème ! – d’après Baudelaire et le procès des Fleurs du Mal, 2008
- Babouchka, d’après Afanassiev, 2008
- Roméo et Juliette, d’après Shakespeare, 2008
- Le Malade imaginaire, d’après Molière, 2007

### Mise en scène de textes dont il est l’auteur
- Le Doux Duo, chansons, 2022
- Conférences Complètement Contemporaines – avec Marie-Christine Pénelon, 2011-2022
- Luky, d’après son roman Pour Luky, 2020
- Madame Diogène, d'après son roman Madame Diogène, 2016
- Vis-à-vis, 2014
- L’âme apprivoisée, 2011
- Les Gzoulis (avec Eliane Charles, en collaboration avec Re’création), 2009
- Show must go on, Antigone, 2009
- Mimi-Ta (collaboration avec Re’création), 2008
- Madame Çavaçava superstar (pour Croq’la Vie), 2006
- Le Jour où la mer s’est retirée (synopsis pour une création collective de Rêv’Ayez!), 2005
- La Révolte du Purgatoire Twenty (pour Re’création), 2005
- ici-bas Byzance (pour Rêv’Ayez!), 2005
- Ce que vit Tomas (pour Croq’la Vie), 2005
- Trois soirées au bord de l’eau avec Monsieur Çavaçava (pour Rêv’Ayez!), 2003
- Don Quichotte (pour Rêv’Ayez!), 2002
- Yoshua et Yékéhanan (pour les Doudoués), 1999

## Œuvres éditées

### Romans
- Madame Diogène, septembre 2014, éditions Albin-Michel  (ISBN 978-2226258274).
- Sangliers, septembre 2017, éditions Albin-Michel  (ISBN 978-2226393173). Prix Révélation de la Société des gens de lettres.
- Pour Luky, janvier 2020, éditions Noir sur Blanc, collection Notabilia  (ISBN 978-2882506139).
- Requiem pour la classe moyenne, janvier 2023, collection Notabilia  (ISBN 978-2882508058).

### Album jeunesse
- Le Grand Ménage de Madame Çavaçava, illustré par Estelle Billon-Spagnol, album jeunesse, éditions Albin-Michel Jeunesse, 2018  (ISBN 978-2226401465).

### Poésie
- Après quoi courir... (p. 70), revue Bacchanales, revue de la Maison de la Poésie Rhône-Alpes, no 63, décembre 2021  (ISBN 978-2367610269).
- Le Mythe d'Europe (p. 75) et Lampedusa (p. 76) ; in revue Bacchanales, revue de la Maison de la Poésie Rhône-Alpes, no 62, septembre 2019  (ISBN 978-2367610238).
- Extraits de La Mort Jean-Jacques, dans Un romanzo francese per l’Italia, 2001-2017, Pagine per Matteo Majorano, collectif, éditions Quodlibet (Italie), 2019.
- Après quoi courir... (p. 63), revue Bacchanales, revue de la Maison de la Poésie Rhône-Alpes, no 57, novembre 2017  (ISBN 978-2367610153).
- L'Âme apprivoisée, éditions de l'Arbre, 2012.

### Textes pour le théâtre
- Conférences complètement contemporaines, volume 2, 2014-2021, sketchs et chansons, avec Marie-Christine Pénelon, éditions de l'Arbre, 2021.
- Conférences complètement contemporaines, volume 1, 2011-2014, sketchs et chansons, avec Marie-Christine Pénelon, éditions de l'Arbre, 2014.
- La Révolte du Purgatoire Twenty ou l'Infini des Possibles, performance artistique, 2005, éditions de l'Âne-Alphabet, 2005.